# Liste der Monuments historiques in Bagnizeau
Die Liste der Monuments historiques in Bagnizeau führt die Monuments historiques in der französischen Gemeinde Bagnizeau auf.

## Liste der Bauwerke
| Bezeichnung      | Beschreibung                  | Standort | Kennzeichnung | Schutzstatus | Datum | Bild           |
| ---------------- | ----------------------------- | -------- | ------------- | ------------ | ----- | -------------- |
| Kirche St-Vivien | Erbaut ab dem 11. Jahrhundert | (Lage)   | PA00104610    | Classé       | 1983  | weitere Bilder |